# Autriche au Concours Eurovision de la chanson 2016
L'Autriche est l'un des quarante-deux pays participants du Concours Eurovision de la chanson 2016, qui se déroule à Stockholm en Suède. Le pays est représenté par la chanteuse Zoë et sa chanson Loin d'ici, sélectionnées via l'émission Wer singt für Österreich. Lors de la finale, le pays termine 13e, recevant 151 points.

## Sélection
Le diffuseur autrichien ORF confirme sa participation à l'Eurovision 2016 le 14 septembre 2015.

### Chansons présélectionnées
Neuf des dix chansons en compétition furent sélectionnées par Eberhard Forcher, qui collabora avec l'équipe de l'ORF, dirigée par Stefan Zechner, afin d'organiser cette sélection. Les neuf chansons sélectionnées pour cette finale nationale furent révélés le 11 janvier 2016.
| Artiste                       | Chanson                  |
| ----------------------------- | ------------------------ |
| Bella Wagner                  | Weapons Down             |
| Elly V                        | I'll Be Around (Bounce)  |
| Farina Miss & Céline Roscheck | Sky is the Limit         |
| Lia                           | Runaway                  |
| LiZZA                         | Psycho                   |
| Orry Jackson                  | Pieces in a Puzzle       |
| Sankil Jones                  | One More Sound           |
| Vincent Bueno                 | All We Need Is that Love |
| Zoë                           | Loin d'ici               |

### Wildcard
La sélection autrichienne "Wer singt für Österreich?" a révélé 9 des 10 chansons qui concourront dans cette finale nationale en janvier 2016, qui ont été sélectionnées par l'expert musical Eberhard Forcher. Toutefois, la 10e chanson a été sélectionnée par les internautes, se basant sur le fonctionnement de Facebook, un total de 37 chansons ont été choisies pour ce mode de sélection.
- Chansons sélectionnées pour l'étape finale
- Chanson gagnante de la wildcard

| Artiste                             | Chanson                     |
| ----------------------------------- | --------------------------- |
| Amiro                               | Taboo                       |
| AzRaH                               | The One                     |
| Busy Bazaar                         | Never Alone                 |
| Celina Ann                          | Life is on Your Side        |
| Christine Strasser                  | I Saw the Light             |
| Conny Conrad                        | We Are We'll Be             |
| Coperniquo                          | Turn Your Back              |
| Cornerstone                         | Whatever                    |
| Cosima Turgel                       | Here I Am                   |
| David Siedl feat. Madelene & MC Vio | Wah Wah Whine               |
| E.Y.E                               | Kiss                        |
| EARased                             | Better Now                  |
| Esteban's                           | Portrait                    |
| Gerry+Me                            | Schön gelacht               |
| Jake Rathburn                       | No Other Love               |
| Kevin Etheridge                     | Palmtrees On Your Mind      |
| Kevin Sundl                         | Magnetized                  |
| Laura Kamhuber                      | Stay Tonight                |
| Leinöl                              | Dinanderie                  |
| Leo Aberer                          | Ménage à trois              |
| MANI                                | I Just Wanna Dance With You |
| Mary Broadcast                      | Not In My Name              |
| Merlin Miller                       | Moneypoliert                |
| MIBLU                               | Padme Amidala               |
| Mizgebonez                          | Nichts dafür tun            |
| Natalia Kazaishvili                 | Our Tune                    |
| Ola Egbowon                         | Addicted                    |
| Outline                             | The Day                     |
| projectM                            | Say Goodbye                 |
| Roxana Razaghi                      | It's You                    |
| Sara Koell                          | Closer To The Sun           |
| Sarah Be                            | You'll Need Me              |
| Solarkreis                          | Vergiss mein nicht          |
| Sperenzi                            | Rocket                      |
| Tasha                               | Not In My Name              |
| The Tract feat. Florian Kresser     | One Voice                   |
| XDREAM                              | Gerne mir dir               |

| Artiste                             | Chanson           |
| ----------------------------------- | ----------------- |
| AzRaH                               | The One           |
| David Siedl feat. Madelene & MC Vio | Wah Wah Whine     |
| Laura Kamhuber                      | Stay Tonight      |
| Ola Egbowon                         | Addicted          |
| Sara Koell                          | Closer To The Sun |

### Finale

#### Première étape: Finale
La finale nationale aura lieu le 12 février 2016. La combinaison des votes du jury ainsi que du télévote viendront sélectionner, dans un premier temps, 2 chansons pour la suite de cette finale.
| Ordre | Artiste                       | Chanson                  |
| ----- | ----------------------------- | ------------------------ |
| 1     | Vincent Bueno                 | All We Need Is that Love |
| 2     | LiZZA                         | Psycho                   |
| 3     | Orry Jackson                  | Pieces in a Puzzle       |
| 4     | Elly V                        | I'll Be Around (Bounce)  |
| 5     | Lia                           | Runaway                  |
| 6     | Farina Miss & Céline Roscheck | Sky is the Limit         |
| 7     | AzRaH                         | The One                  |
| 8     | Sankil Jones                  | One More Sound           |
| 9     | Bella Wagner                  | Weapons Down             |
| 10    | Zoë                           | Loin d'ici               |

#### Deuxième étape: Super finale
Lors de la super finale, le vainqueur de cette sélection sera déterminé uniquement par le biais du télévote.
| Ordre | Artiste | Chanson                 | Télévote | Place |
| ----- | ------- | ----------------------- | -------- | ----- |
| 1     | Elly    | I'll Be Around (Bounce) |          | 2     |
| 2     | Zoë     | Loin d'ici              |          | 1     |

- Chanson gagnante
- Chanson ayant terminée deuxième

## À l'Eurovision
L'Autriche participe à la première demi-finale, le 10 mai 2016. Terminant 7e avec 170 points, le pays se qualifie pour la finale, où il arrive 13e avec 151 points.